# Tadeusz Węgrzynowski
Tadeusz Węgrzynowski (ur. 7 sierpnia 1957 w Radomiu) – polski informatyk, kierownik Działu Telekomunikacji Politechniki Warszawskiej, autor pierwszego polskiego emaila.
W latach 1990-2000 dyrektor Centrum Informatycznego Uniwersytetu Warszawskiego.

## Życiorys
Tadeusz Węgrzynowski brał bezpośredni udział w uruchomieniu pierwszego łącza do Europejskiej Akademickiej i Badawczej Sieci Komputerowej (EARN) w 1990 i Internetu w 1991 roku. Koordynował działania dotyczące zapewnienia funkcjonowania głównego węzła sieci EARN, wdrażania serwisów internetowych i obsługi wielotysięcznej społeczności pierwszych użytkowników Internetu w Polsce. Był jednym z koordynatorów rozwoju sieci komputerowych w ramach Programu Zrównoważonego Rozwoju UNDP (1996-1998). Jako ekspert Komisji Europejskiej brał udział w ewaluacji projektów dotyczących tworzenia infrastruktury teleinformatycznej dla potrzeb rozwoju Społeczeństwa Informacyjnego w Europie (1998-2002). Był koordynatorem projektu i budowy wydzielonej sieci telekomunikacyjnej w ramach kompleksowej telefonizacji Uniwersytetu Warszawskiego (1997-2001) oraz modernizacji sieci telekomunikacyjnej Politechniki Warszawskiej.
Wiadomość, która uznawana jest za pierwszego polskiego e-maila brzmiała: „Panie Andrzeju miło mi powitać pana z Kopenhagi. Pozdrowienia dla wszystkich w CIUW”. Te ciepłe słowa zostały wysłane dnia 17 lipca 1990 roku o godz. 14:01:20 przez Tadeusza Węgrzynowskiego, ówczesnego Dyrektora Centrum Informatycznego Uniwersytetu Warszawskiego. Ich adresatem był Andrzej Smereczyński, absolwent Politechniki Warszawskiej, a w CIUW - administrator PLEARN tj. pierwszego polskiego serwera Europejskiej Akademickiej i Badawczej Sieci Komputerowej. W odpowiedzi na pierwszy e-mail z Polski przyszła odpowiedź „… nigdy nie było tyle ludzi na Sali komputerowej i tyle radości w CIUW”. Jak mówi Tadeusz Węgrzynowski „była to radość z uruchomienia współczesnego narzędzia informacji, które jest niezbędne, aby uczestniczyć we współczesnej, światowej demokracji”.

### Stanowiska
- od 2012 – kierownik Działu Telekomunikacji Politechniki Warszawskiej,
- 2004-2011 – główny specjalista ds. teleinformatyki, Dział Telekomunikacji Politechniki Warszawskiej,
- 2001-2003 – kierownik Działu Telekomunikacji Uniwersytetu Warszawskiego,
- 1990-2000 – dyrektor Centrum Informatycznego Uniwersytetu Warszawskiego.

### Nagrody, wyróżnienia, odznaczenia
W 1995 roku został uhonorowany Statuetką Pomnika Studenta przez Kapitułę Przedstawicieli Samorządów Uczelni Warszawskich w uznaniu za pracę i walkę o prawo i dostęp studentów do Internetu i dbałość o podnoszenie poziomu informatycznego studentów.

## Działalność pozanaukowa
Propaguje aktywny tryb życia wśród młodzieży i współpracowników. Jest pasjonatem biegów maratońskich i corocznie uczestniczy w Maratonie Warszawskim, a także jednorazowo w biegach maratońskich w Londynie, Rzymie, Atenach, Krakowie i Sztokholmie.

## Ważne publikacje
- Budowa sieci krajowej, Konferencja – Dzieje Internetu w Polsce, Materiały konferencyjne PTI, Warszawa 2013,
- Efektywne wykorzystanie zasobów i realizacja złożonych usług IT, Materiały konferencyjne Giga Con, Warszawa 2013
- Stadion to biznes. Bisnes to stadion,Business Application Review, Nr 05/2008(11), ISBN 18968902,
- Voice over IP, Dzień dobry Informatyku, Gazeta dla specjalistów branży IT, Nr 6/2006,
- EARN w Polsce, Komputer, czerwiec 1992